# حسن إسلامي
حسن إسلامي (بالفارسية: حسن اسلامی) هو لاعب كرة قدم إيراني في مركز الدفاع، ولد في 23 مارس 1984 في طهران في إيران. لعب مع نادي بيكان ونادي سايبا.